# 1937 (книга)
1937 — книга у жанрі нон-фікшн українського журналіста проєкту «Схеми» (Радіо Свобода) Максима Савчука про діяльність українського проросійського політика Віктора Медведчука. Книгу видало видавництво Yakaboo Publishing у травні 2022 року.

## Історія створення
Початок роботи над книжкою автор розпочав навесні 2021 року. Її основою стали журналістські розслідування Максима Савчука, які вийшли в етері програми «Схеми» протягом 2018 — 2021 років, доповнені реальними історіями з життя редакції розслідувачів.
За словами автора, до співпраці з Yakaboo йому відмовили у реалізації проєкту декілька потужних видавництв, натякаючи на те, що не хотіли би мати проблем із Віктором Медведчуком. Активна робота над книжкою та оформленням почалася восени 2021 року. 10 травня 2022 року почався продаж електронної версії та передпродаж паперової.
Онлайн-презентація відбулася 16 червня 2022 року в Києві, зустрічі з читачами пройшли у Львові, Івано-Франківську, Тернополі та Стокгольмі.

## Зміст
«1937» — це книга про пошук, про несподівані і часом шокуючі знахідки, про годинні чатування на броньований «Мерседес» із номером «1937», про відповіді Віктора Медведчука на прямі незручні запитання. А ще це книжка про розслідувальницьку журналістську «кухню», про спостережливість, терплячість і наполегливість. І про те, що якщо в темній кімнаті таки ховається чорна кішка, її можна знайти. Більше того — її потрібно знайти», — йдеться в анотації до книги. 
У книзі є наступні розділи:
- Передмова. Не про Медведчука. Про нас
- Початок
- Як Оксана Марченко перестала танцювати і зайнялася нафтовидобуванням
- Як продавець м’яса отримав родовище від Медведєва і до чого тут Медведчук
- Як Тарас Козак свою жінку приховував
- Як Коломойський Медведчука насварив і став його партнером
- Як Медведчук американців не любив, а потім з ними торгував
- Як побувати на весіллі пасинка Медведчука так, щоб не побили
- Як люди Козака і 梅德韦丘克 через Амур дорогу будували
- Як подолати неспокій і знайти квартиру за $13 000 000
- Як Оксана Марченко з подружкою завод купували  і продавали
- Як кум Путіна і олігарх Лукашенка стали друзями
- Як компанії з орбіти Вороб’я і Медведчука вугілля в Україну завозили
- Як Кива не туди повів Медведчука і Рабіновича
- Як бітум бізнес-партнера Медведчука потрапив на «Велике будівництво»
- Палац кума Путіна
- Як працювати з джерелами. Таємний орден і син Кучми
- Епілог

## Відгуки
Журналіст і телеведучий Андрій Куликов після прочитання тексту написав у рецензії: 
«Читайте цю книжку, переповідайте її чи бодай кажіть, що її варто прочитати. Хто має смак і допитливість, поцінують вашу пораду. Хто не має, можливо, почнуть потроху зрощувати в собі смак і допитливість».
Ексміністр інфраструктури України Володимир Омелян у своєму відгуку зазначив: 
«Ця книга для всіх, щоб запам’ятати ключове – ніколи не можна зраджувати рідну країну, бо за це завжди настане розплата».
Письменник, історик, книжковий оглядач Ігор Антонюк вважає, що «Головне у книзі – це справжні історії з життя про роботу журналіста-розслідувача, який шукає істину, копирсаючись в океані бруду та брехні. Ставить незручні питання за ті мізерні шість-сім секунд, доки політик проходив від дверей Верховної Ради до свого авто».